# Mateusz Siemionkin
Mateusz Siemionkin (ur. 8 grudnia 1883 w Nowoczerkasku, zm. 22 listopada 1959 w Lublińcu) – polski lekarz psychiatra i neurolog, ordynator Szpitala Psychiatrycznego w Lublińcu, autor kilkunastu prac naukowych, jeden z pionierów psychiatrii humanistycznej w Polsce.

## Życiorys
Syn pracownika kolejowego Iwana (Jana) Siemionkina i jego żony Głafiry Szewyriewej, nauczycielki. Po ukończeniu gimnazjum w rodzinnym mieście rozpoczął studia medyczne na Charkowskim Uniwersytecie Imperatorskim, a po czterech latach w Cesarskiej Wojskowej Akademii Medyko-Chirurgicznej w Sankt Petersburgu. Dyplom lekarza otrzymał w Sankt Petersburgu 22 listopada 1911. Po studiach za poparcie ruchu społecznego sprzeciwiającego się karze śmierci, został karnie skierowany jako lekarz pułkowy na wschodnią Syberię. Od 1914 do 1922 jako ordynator w Szpitalu Psychiatrycznym w Nowoczerkasku.
W 1922 przyjechał do Polski, został ordynatorem w Szpitalu Psychiatrycznym w Dziekance, od 1925 do 1926 pełnił obowiązki ordynatora w Szpitalu w Kobierzynie. Od 1926 do 1934 pracował na stanowisku ordynatora i zastępcy dyrektora Śląskiego Zakładu Psychiatrycznego w Lublińcu. Od 1934 do 1940 dyrektor Szpitala Psychiatrycznego w Kochanówce.
Podczas okupacji niemieckiej zmuszony do opuszczenia Kochanówki, w 1943 podjął pracę w Ubezpieczalni Społecznej w Częstochowie. Od kwietnia 1945 ponownie na stanowisku ordynatora i zastępcy dyrektora w Lublińcu. Zmarł w 1959 roku, został pochowany na cmentarzu w Lublińcu.
W 1916 roku ożenił się z Janiną Jerzykowicz, primo voto Kamińską. Jego pasierbem był Zbigniew Kamiński (1908–1961), biolog.
Należał do Polskiego Towarzystwa Neurologicznego, Polskiego Towarzystwa Psychiatrycznego, po wojnie członek Śląskiego Oddziału Polskiego Towarzystwa Neurologów, Neurochirurgów i Psychiatrów.
Odznaczony Złotym Krzyżem Zasługi i Odznaką „Za wzorową pracę w służbie zdrowia”. W 1972 roku na budynku Szpitala Psychiatrycznego w Lublińcu odsłonięto upamiętniającą go tablicę.
Siemionkin pamiętany jest za propagowanie nowatorskich metod leczenia i humanitarnego podejścia do chorych. Jako ordynator szpitala zniósł krępowanie i tzw. kocowanie pacjentów, stosował muzykoterapię, terapię pracą, psychoterapię, a także leczenie gorączkowe i elektrowstrząsowe.

## Wybrane prace
- Rewolucja, społeczeństwo a zaburzenia psychiczne. Nowiny Psychjatryczne, 1924
- Siemionkin, Bielawski. Objawy motoryczne w katatonji a w sprawach extrapiramidowych. Nowiny Psychjatryczne 1, 1924
- O charakterze wewnętrznym objawu Piotrowskiego. Nowiny Psychjatryczne, 1925
- Sur le caractère intérieur du phénomène de Piotrowski. Revue Neurologique 32, 1041-1046, 1925
- Przypadek automatyzmu epileptycznego a sprawa sądowa. Polska Gazeta Lekarska 7 (26), ss. 497-500, 1929
- Zakład psychjatryczny w Lublińcu. Opis zakładu i sprawozdania z działalności dyrekcji od czasu przyłączenia Górnego Śląska do Polski. Wydane z okazji 25-lecia zakładu. Katowice, 1929
- Krępowanie chorych psychicznie w świetle postulatów histerycznych. Nowiny Psychiatryczne 7 (3/4), ss. 253—263, 1930
- Wyzwolenie nieuświadomionego kompleksu pod wpływem alkoholu. Polska Gazeta Lekarska 17 (21), ss. 417-418, 1938
- Nowoczesny szpital psychiatryczny. Śląska Gazeta Lekarska 1947